# اتحادیه بسکتبال لتونی
اتحادیه بسکتبال لتونی (لتونیایی: Latvijas Basketbola Savienība) نهاد اداره کننده ورزش بسکتبال در کشور لتونی است. این اتحادیه که در سال ۱۹۲۳ تاسیس شده مقر آن در شهر ریگا قرار دارد.